# Trisector
Trisector è un album dei Van der Graaf Generator del 2008.

## Brani
1. The Hurlyburly
2. Interference Patterns
3. The Final Reel
4. Lifetime
5. Drop Dead
6. Only in a Whisper
7. All That Before
8. Over the Hill
9. (We Are) Not Here

## Formazione
- Peter Hammill-Voce, chitarra, pianoforte
- Hugh Banton-Tastiere, basso elettrico, voce di supporto
- Guy Evans-Batteria